# Szécsényi országgyűlés

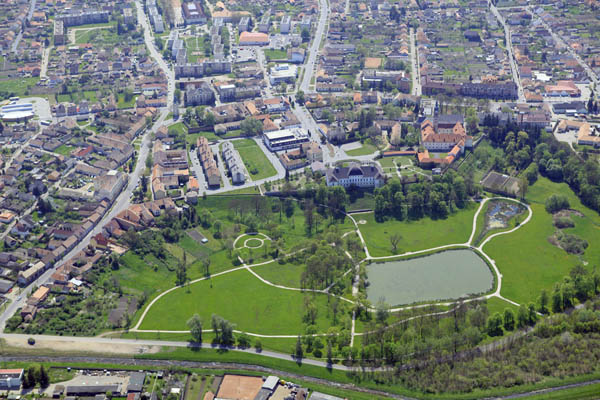
Légi felvétel Szécsényről. A kép alsó felében a Forgách-kastély és parkja látható

A szécsényi országgyűlés a kuruc rendek első magyarországi gyűlése a Rákóczi-szabadságharc idején, 1705. szeptember 12. és október 3. között. A gyűlés úgy jött létre, hogy Rákóczi fejedelem hívására 6 püspök, 36 főrend, továbbá 25 vármegye és megannyi város mintegy ezer küldötte gyűlt össze és verte fel sátrait a szabad ég alatt Szécsény mezőváros melletti Borjúpást mezőn.

## Előzményei
Bár II. Rákóczi Ferenc eredetileg szeptember 1-jére, a középkori országgyűlések hagyományos helyszínére, a Rákos mezejére hívta össze a gyűlést, 1705 nyarának kedvezőtlen hadi eseményei miatt végül a Nógrád vármegyei Szécsény mezőváros melletti Borjúpást mezőre helyezte át annak helyszínét. A fejedelem a Mohács előtti hagyományok felelevenítésével nem csupán két-két követ küldésére, hanem fejenkénti részvételre szólította fel a nemességet.

## Az országgyűlés

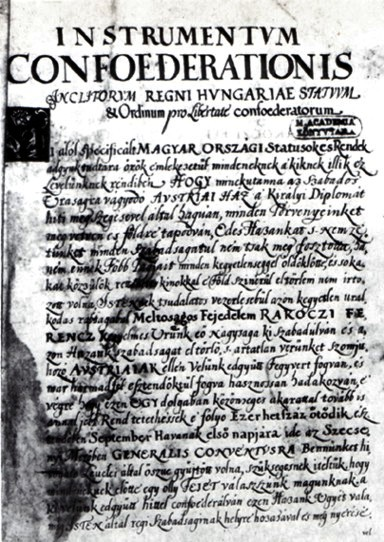
A szécsényi konföderáció oklevele a rendek szövetségéről

Rákóczi hívására 6 püspök, 36 főrend, továbbá 25 vármegye és megannyi város mintegy ezer küldötte gyűlt össze, s verte fel sátrait a szabad ég alatt. Rákóczi már az elején kijelentette, hogy nem tekinti magát fejedelemnek és ezt demonstrálandó, el is távozott a helyszínről. Távollétében kiéleződtek a főnemesek és a fejedelem Udvari Tanácsát irányító köznemesi vezetők közötti ellentétek. Az utóbbiak Radvánszky Jánost választották az alsó tábla elnökévé, de Bercsényi Miklós kezdeményezésére végül nem szabályos, kétkamarás országgyűlést (diéta), hanem egykamarás gyűlést (conventus) tartottak.
A heves viták kereszttüzében meghozott döntések az államforma kérdésére, a szabadságharc vívásához szükséges állami szervek megalakítására és a szabadságharc további célkitűzéseinek meghatározására irányultak. A döntő kérdésekben – úgy tűnik – Bercsényi elképzelései valósultak meg.

### Az államforma és intézményei
Az interregnum kimondását elhalasztották, s a rendek – lengyel minta alapján –  konföderációra léptek Nemes Magyarországi Confoederált Státusok és Rendek néven. A szövetséget díszes konföderációs oklevélbe foglalták három példányban. Rákóczit szeptember 17-én a szövetkezett rendek vezérlő fejedelmévé (dux) választották az előterjesztésben szereplő princeps helyett (1. törvénycikk). A fejedelem mellé 25 tagú tanácsadó testületet (Szenátust) választottak, a gazdasági ügyek irányítására pedig báró Klobusiczky Ferenc elnökletével Gazdasági Tanácsot hoztak létre. (A 2. tc. „24 személyből való bizonyos Senátus”-ról rendelkezik, de 25 főt sorol fel, és megnevezi a Gazdasági Tanács tagjait is.) Szenátusi kancellária felállításáról is döntöttek, melynek vezetőjévé utóbb Sennyey István bárót választották.

### A hadsereg és a vallási felekezetek

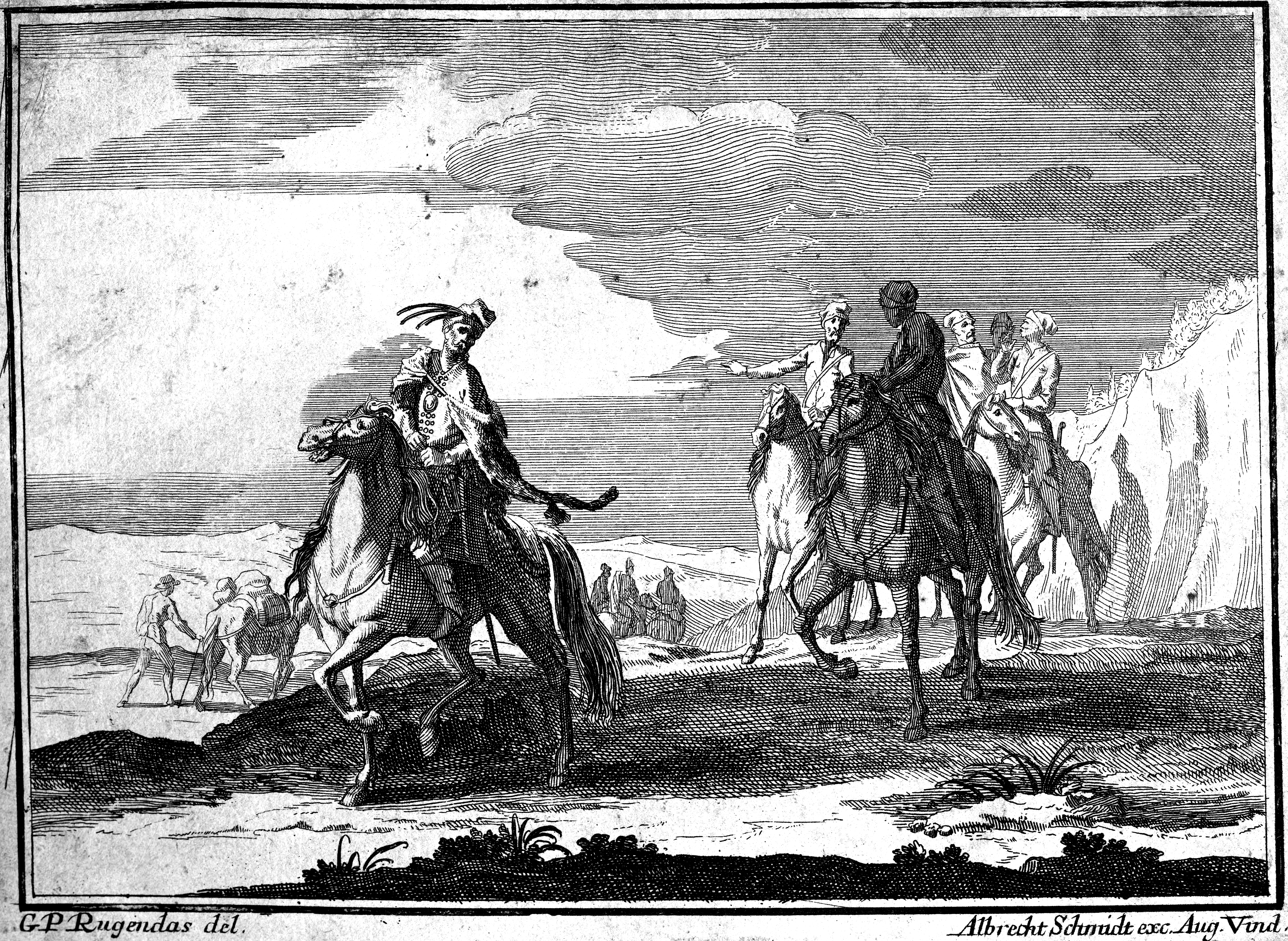
Georg Philipp Rugendas: Kuruc lovaskatona

Elrendelték, hogy aki már egyszer fegyvert fogott a szabadságharcban, az a háború végéig köteles katonai szolgálatot teljesíteni. (19. tc.) Ez komoly feszültséget okozott az önkéntes hadsereg köreiben. Ugyanakkor rendezték a különböző vallási felekezetek egymás közötti vitáit, döntést hozva a templomok hovatartozásáról. (13–16. tc.) A katonai helyzet miatt távolmaradt dunántúli vármegyék vallási ügyeinek rendezését az itt elfogadott mód szerint későbbi időpontra halasztották. (17. tc.) A jezsuita rend tagjait az osztrák rendtartománytól való elszakadásra és a konföderációhoz való csatlakozásra szólították fel, ellenkező esetben távozniuk kellett Magyarországról. (6. tc.)

### „Kárpótlási törvények”
Intézkedtek a korábbi szabadságküzdelmek áldozatainak kártérítéséről is: az eperjesi vésztörvényszéken kivégzettek családjai és a száműzött Thököly Imre fejedelem is visszakapták elkobzott birtokaikat. (7–8. tc., Thököly ekkoriban történt haláláról még nem értesültek.)

### Különleges felhatalmazások
Az országgyűlés megbízta Rákóczit és a szenátust, hogy béketárgyalásokat folytasson (4. tc.), a kincstári birtokok felett pedig Rákóczi nyert szabad rendelkezést (18. tc.).